# NGC 3422
NGC 3422 este o galaxie lenticulară situată în constelația Cupa. A fost descoperită în 1880 de către . Se află la o distanță de 64,86 de megaparseci de Pământ.